# Мальоне
Мальоне (итал. Maglione) — коммуна в Италии, располагается в регионе Пьемонт, в провинции Турин.
Население составляет 488 человек (2008 г.), плотность населения составляет 81 чел./км². Занимает площадь 6 км². Почтовый индекс — 10030. Телефонный код — 0161.
Покровителем коммуны почитается святой Маврикий, мученик, празднование в третье воскресение сентября.

## Демография
Динамика населения:

## Администрация коммуны
- Официальный сайт: http://www.comune.maglione.to.it/